# Mieczysław Połukard
Mieczysław Połukard (ur. 31 lipca 1930 w Radzyminie, zm. 26 października 1985 w Bydgoszczy) – polski żużlowiec, występujący również na lodzie, i trener sportu żużlowego.
Pierwszy w historii Polak w finale indywidualnych mistrzostw świata na żużlu i indywidualnych mistrzostw świata w ice speedwayu.

## Życiorys

### Kariera sportowa
Żużlową karierę rozpoczął we Wrocławiu. W 1955 przeniósł się do Polonii Bydgoszcz, gdzie po zakończeniu kariery został trenerem.
Jest pierwszym w historii Polakiem, który awansował do finału Indywidualnych Mistrzostw Świata (w 1959 zajął 12. miejsce zdobywając 5 punktów). Wystąpił także w trzech finałach Drużynowych Mistrzostw Świata: 1960 – 4. miejsce; 1961 – 1. miejsce i 1962 – 3. miejsce. Ośmiokrotnie startował w finałach Indywidualnych Mistrzostw Polski: 1959 – 1. miejsce (w 1956 i 1961 zajął 4. miejsce). Startował również w finałach Złotego Kasku jednak bez medali.
W 1968 podjął decyzję o zakończeniu kariery zawodniczej. W ostatnim meczu po wypadku na torze, trafił do szpitala, gdzie amputowano mu nogę.
Zginął w wypadku 25 października 1985 na murawie stadionu bydgoskiej Polonii podczas treningu adeptów (kandydaci na żużlowców) – od tyłu uderzył w niego Andrzej Pawliszak, zawodnik Stali Gorzów, który nie opanował motocykla.
Od 1986 jego imieniem nazwano rozgrywany w Bydgoszczy od 1982 turniej Kryterium Asów Polskich Lig Żużlowych. Sam wygrał w 1958 Criterium Asów (poprzedniczkę KAPLŻ).

### Życie prywatne
Był synem Dominika, zmarłego w 1934 roku funkcjonariusza Policji Państwowej i Stefanii z Pawłowskich.
Pierwsze jazdy na motocyklach odbywał w czasie służby w 581. pułku przeciwlotniczym Armii Czerwonej, do którego trafił w 1944 roku jako syn pułku, a wcielony do służby został 18 stycznia 1945 roku. W polskiej armii służył od 10 listopada 1945 w 24. kompanii samochodowej 1 Armii Wojska Polskiego. W trakcie służby wojskowej ukończył Oficerską Szkołę Artylerii nr 1 w Chełmie. Przeniesiony do rezerwy 28 czerwca 1948 roku.
Żonaty z Barbarą, miał dwie córki. W Bydgoszczy mieszkał w domu przy ulicy Nastrojowej.

## Osiągnięcia
| Osiągnięcia:                       | Osiągnięcia: | Najwyższe: 12. miejsce (rok 1959)         | Najwyższe: 12. miejsce (rok 1959)         | Najwyższe: 12. miejsce (rok 1959)         | Najwyższe: 12. miejsce (rok 1959) |
| Sezon                              | Miasto       | Msc                                       | Pkt                                       | Biegi                                     | Uwagi                             |
| ↓ W barwach reprezentacji Polski ↓ |              |                                           |                                           |                                           |                                   |
| 1956                               | Londyn       | 14. miejsce w Finale Europejskim          | 14. miejsce w Finale Europejskim          | 14. miejsce w Finale Europejskim          |                                   |
| 1957                               | Londyn       | 12. miejsce w Półfinale Kontynentalnym    | 12. miejsce w Półfinale Kontynentalnym    | 12. miejsce w Półfinale Kontynentalnym    |                                   |
| 1958                               | Londyn       | 11. miejsce w Ćwierćfinale Kontynentalnym | 11. miejsce w Ćwierćfinale Kontynentalnym | 11. miejsce w Ćwierćfinale Kontynentalnym |                                   |
| 1959                               | Londyn       | 12                                        | 5                                         | (0,2,0,1,2)                               |                                   |
| 1960                               | Londyn       | rez                                       | ns                                        | jako rezerwowy                            |                                   |
| 1961                               | Malmö        | 15. miejsce w Finale Europejskim          | 15. miejsce w Finale Europejskim          | 15. miejsce w Finale Europejskim          |                                   |
| 1962                               | Londyn       | 12. miejsce w Półfinale Kontynentalnym    | 12. miejsce w Półfinale Kontynentalnym    | 12. miejsce w Półfinale Kontynentalnym    |                                   |
| 1963                               | Londyn       | 10. miejsce w Półfinale Kontynentalnym    | 10. miejsce w Półfinale Kontynentalnym    | 10. miejsce w Półfinale Kontynentalnym    |                                   |
| 1964                               | Göteborg     | 10. miejsce w Ćwierćfinale Kontynentalnym | 10. miejsce w Ćwierćfinale Kontynentalnym | 10. miejsce w Ćwierćfinale Kontynentalnym |                                   |

| Osiągnięcia:                       | Osiągnięcia: | 1 raz • 1 raz • | 1 raz • 1 raz • | 1 raz • 1 raz • | 1 raz • 1 raz • |
| Sezon                              | Miasto       | Msc             | Pkt             | Biegi           | Uwagi           |
| ↓ W barwach reprezentacji Polski ↓ |              |                 |                 |                 |                 |
| 1960                               | Göteborg     | 4               | 2               | (0,1,0,1)       |                 |
| 1961                               | Wrocław      | 1               | 5               | (2,1,2,-)       |                 |
| 1962                               | Slaný        | 3               | 0               | (0)             |                 |

Indywidualne Mistrzostwa Polski

do uzupełnienia
Złoty Kask

do uzupełnienia

## Inne ważniejsze turnieje
| Osiągnięcia: | Osiągnięcia: | 2. miejsce (1960) | 2. miejsce (1960) | 2. miejsce (1960) | 2. miejsce (1960) |
| Sezon        | Miasto       | Msc               | Pkt               | Biegi             | Kluby             |
| 1952         | Leszno       | 12                | 1                 | (d,1,0,d)         |                   |
| 1954         | Leszno       | 11                | 2                 | (0,0,1,1)         | Wrocław           |
| 1955         | Leszno       | 6                 | 8                 | (2,0,3,0,3)       | Bydgoszcz         |
| 1956         | Leszno       | 14                | 2                 | (0,1,0,0,1)       | Bydgoszcz         |
| 1957         | Leszno       | 7                 | 5                 | (1,1,2,1)         | Bydgoszcz         |
| 1960         | Leszno       | 2                 | 11                | (3,3,3,2)         | Bydgoszcz         |
| 1961         | Leszno       | 7                 | 6                 | (1,2,1,2)         | Bydgoszcz         |
| 1962         | Leszno       | 3                 | 10                | (2,3,3,2)         | Bydgoszcz         |